# Skogens Kol AB
Skogens Kol AB var en samarbetsorganisation mellan järnbruk i mellansverige skapad i syfte att tillsammans ta fram träkol till bra pris. Den bildades 1876 och ombildades till aktiebolag 1877. Delägarna var nio järnbruk, bland annat Sandvikens jernverk AB, Hofors och Hammarby AB och Avesta-Garpenberg AB.

## Historik
År 1906 köptes mark i byn Sibo utanför Kilafors för att bygga en fabrik och börja framställa träkol industriellt. En stor fördel med att framställa träkol industriellt var att bolaget kunde ta vara på biprodukterna på ett mer effektivt sätt än vad som tidigare skett med milkolning.
Även en såg och tunnbinderi byggdes på fabriksområdet i Sibo. År 1960 hade järnbruken som ägde bolaget gått över till mer effektiva metoder som t.ex. att använda stenkol för järnframställning och beslutade därför att sälja anläggningen. Hanebo Kommun köpte fabriken och arrenderade ut den till Gustav Adolf Wengelin. Wengelin ställde om produktionen till att fokusera på grillkol som kom att bli Skogens Kols främsta produkt. År 1978 köpte Perstorp AB anläggningen och drev den vidare till år 1987 då Salinity Holding köpte fabriken.
År 2013 beslutade ägarna att sälja anläggningen. I marken finns föroreningar med tungmetaller.
Varumärket Skogens Kol lever vidare då företaget Hälsinge kol AB, även det i Kilafors, köpt namnrättigheterna. Grillkolen tillverkas dock i Polen. 

## Galleri

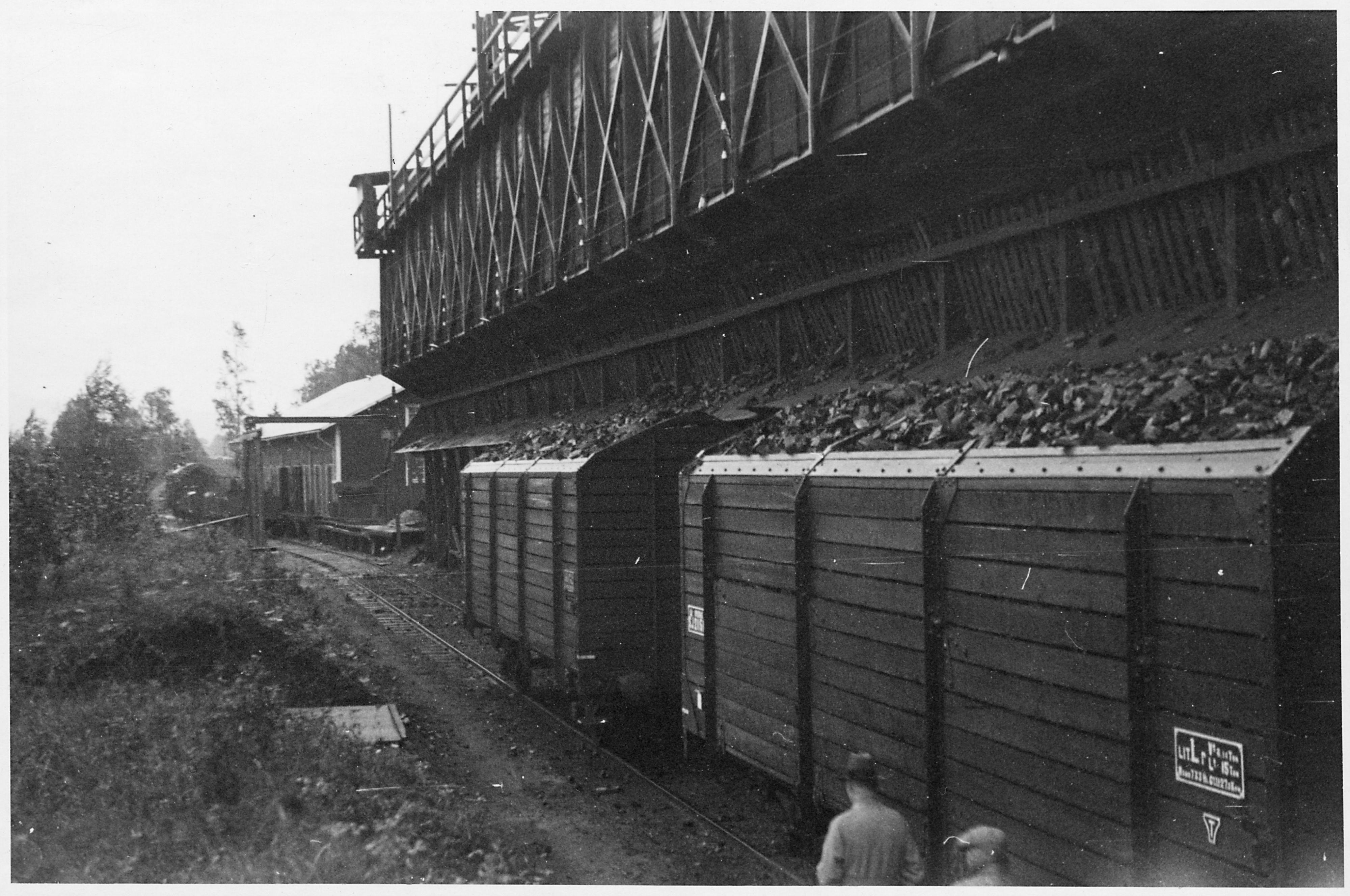
Lastplatsen vid Norra stambanan.
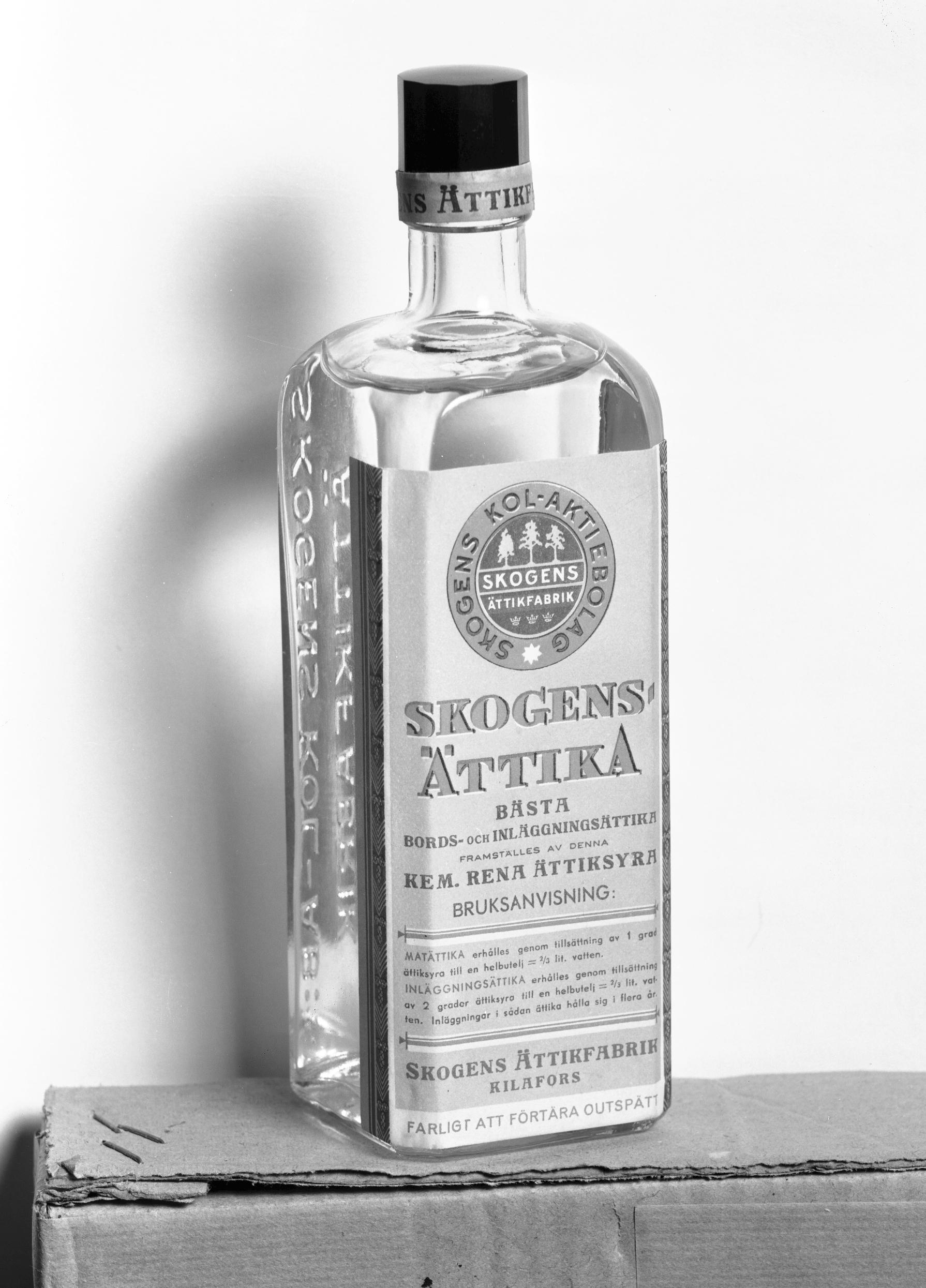
Biprodukten ättiksyra som salufördes under namnet Skogens ättika.
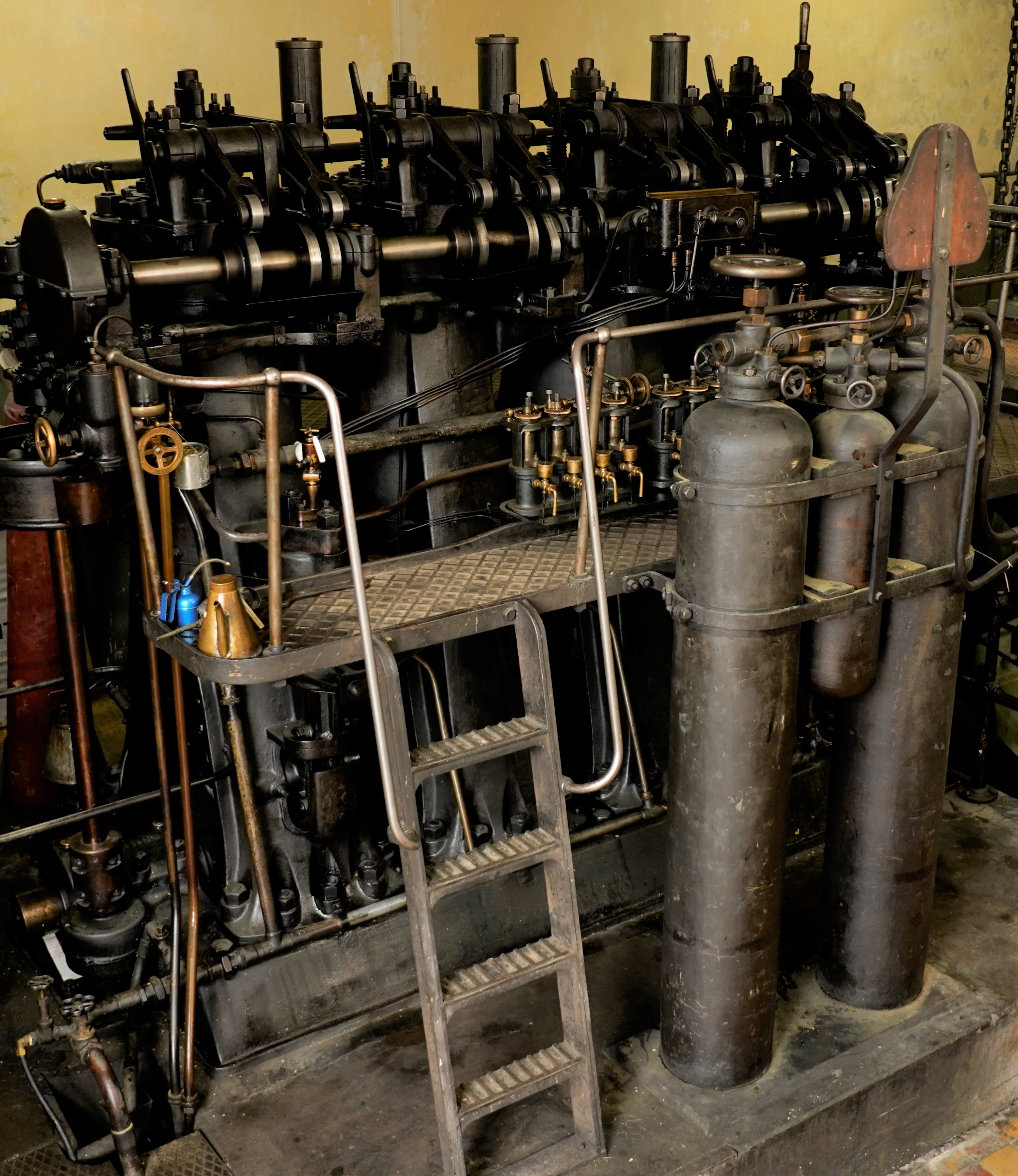
Dieselmotor till anläggningens reservkraftverk.
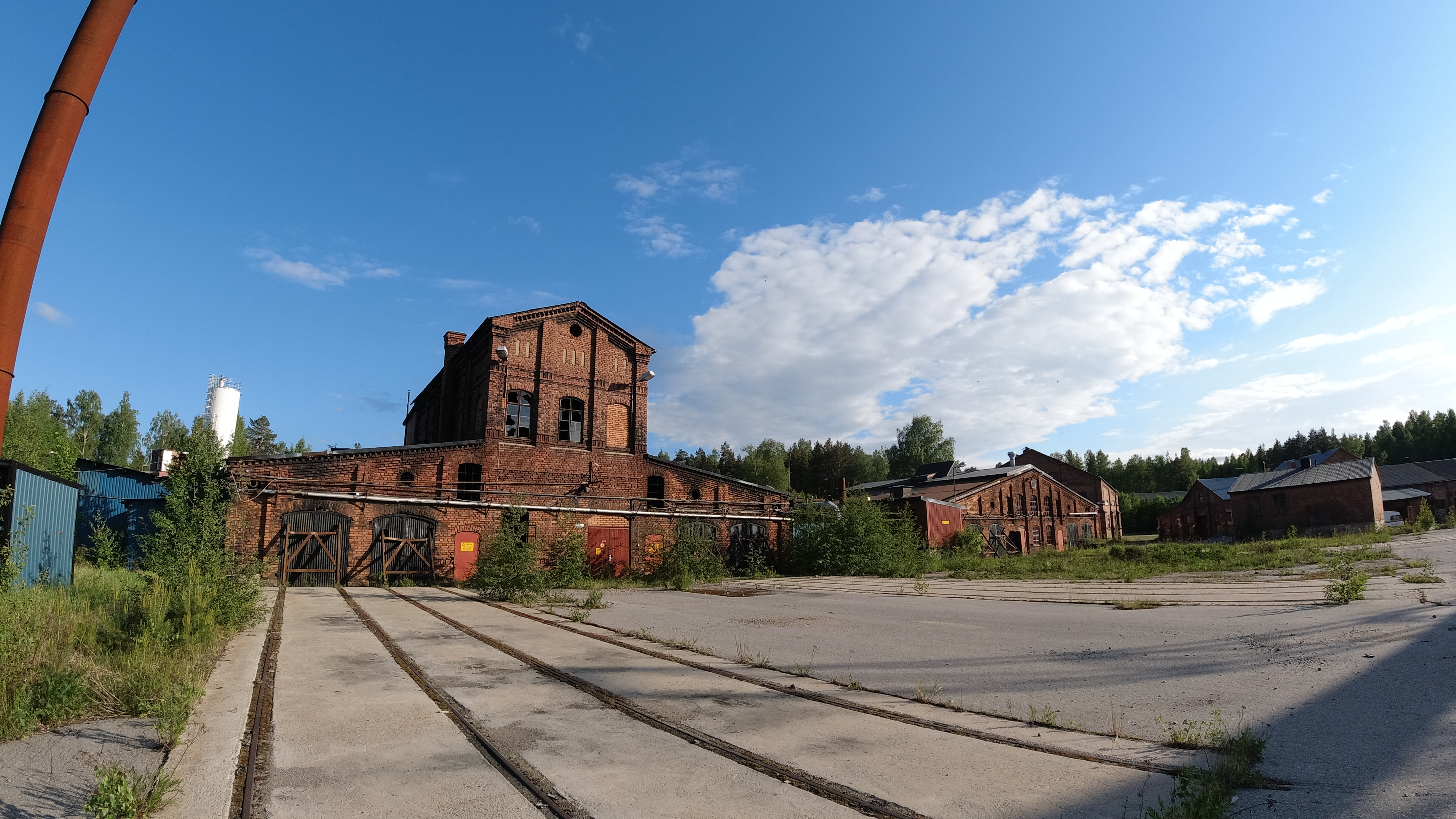
Kolugnar på fabriksområdet som står övergivna sedan verksamheten upphörde.